# Exkluzivní disjunkce
Exkluzivní disjunkce (někdy též vylučovací nebo úplná disjunkce, exkluzivní OR či XOR) je logická operace, jejíž hodnota je pravda, právě když počet vstupů s hodnotou pravda je lichý.
XOR je někdy též označován jako nonekvivalence (NEQ), což je ale nepřesné a zavádějící: Taková identita platí pouze pro dvě proměnné dvouhodnotové logiky, jak snadno ukáže Karnaughova mapa.

## Definice
| B | A | A ⊕ B |
| - | - | ----- |
| 0 | 0 | 0     |
| 0 | 1 | 1     |
| 1 | 0 | 1     |
| 1 | 1 | 0     |

V logice a matematice je exkluzivní disjunkce označením pro „buď …, anebo …“. Například „Počítač je buď zapnutý, anebo vypnutý.“ je exkluzivní disjunkce.
Pro vstupy A a B vypadá pravdivostní tabulka exkluzivní disjunkce následovně (0 označuje nepravdivé tvrzení, 1 označuje pravdivé tvrzení).

## Použití v informatice
Funkce XOR se používá na tzv. „maskování“, které lze například použít v jednoduché hře, kde je potřeba zobrazit postavičku na předem daném pozadí. První maskování postavičku do pozadí inverzně vloží a druhé maskování vrátí pozadí do původní podoby (jedničky v masce nejprve bity překlopí, pak je vrátí do původní podoby).

## Použití v kryptografii
V kryptografii se často používá bitová funkce XOR, která je obvykle vestavěna přímo v procesoru a ten ji tak může provádět efektivně. XOR používají například šifry DES či AES, ale i různé hashovací funkce. V nejnovějších návrzích hashovacích funkcí je dokonce operace XOR tou nejdůležitější.
Můžeme také využít jednoduchou šifru XOR, kdy máme na vstupu binární řetězec a klíč. Na tyto vstupy aplikujeme operaci XOR. Ukázka:
```
Vstupní text: 0111011010101
Klíč:         1011000100100
Výsledek XOR: 1100011110001
```

Pokud výsledek XOR, což je ve skutečnosti zašifrovaný text, znovu aplikujeme XOR s klíčem, dostaneme původní text:
```
Výsledek XOR: 1100011110001
Klíč:         1011000100100
Vstupní text: 0111011010101
```

Zajímavé je, že pokud provedeme výsledek XOR vstupní text, dostaneme původní klíč:
```
Výsledek XOR: 1100011110001
Vstupní text: 0111011010101
Klíč:         1011000100100
```